# Telimomab aritox
Il telimomab aritox è un anticorpo monoclonale di natura murina costituito da un frammento Fab; è dotato di proprietà immunosoppressive. È in grado di legarsi alla catena A della ricina.